# 榮善夫人
荣善夫人（1426年—1497年），项姓，名不详，中國明朝時期女官，顺天府宛平县人，封夫人。
聪慧婉淑，克精女红。宣德二年八月生，宣徳九年8岁时入宫为婢，初侍奉洪熙帝的贤妃李氏，天顺年间曾侍奉皇太子，即后来的成化帝。弘治十年三月二十四日去世，寿七十二岁，葬在金山皇族园寝。
弘治帝未纳妃嫔，由于《国榷》天俪卷在弘治帝名下记录了荣善夫人，故有些说法认为荣善夫人是弘治帝的妃嫔，从年龄上看几乎不可能（荣善夫人比弘治帝的祖父正统帝大一岁）。